# Harald Becker
Harald Becker (* 7. November 1953 in Freiburg im Breisgau) ist ein deutscher Unternehmer und Automobilrennfahrer, der vor allem durch seine Auftritte in der Deutschen Tourenwagen-Meisterschaft Bekanntheit erlangte.

## Berufliche Karriere
Nach dem Tod seines Vaters Paul Becker im Jahre 2001 übernahm er die Leitung der Paul Becker GmbH, ein Unternehmen für Gerüstbautechnik, Containerdienste, Abfallentsorgung (in dieser Sparte ist auch die Bareg GmbH & Co. KG angesiedelt, ein zur Paul Becker GmbH gehörendes Unternehmen) und Arbeitsbühnenvermietung mit Hauptsitz in Denzlingen und Niederlassungen in Berlin, Weiterstadt, Karlsruhe, Leipzig, Leuna, Offenburg und Singen, als Gesellschafter und Geschäftsführer. Bereits seit Anfang der 1980er Jahre war er im Betrieb tätig gewesen. Seit einigen Jahren ist er außerdem Geschäftsführer des Helikopter-Transportunternehmens Euroheli und ist auch selbst als Berufspilot im Einsatz.

## Motorsport-Laufbahn

### Anfänge
Im Jahr 1983 gewann Harald Becker die deutsche Formel-Ford-Meisterschaft und erfuhr beim 1000-Kilometer-Rennen am Nürburgring mit einem Mazda RX-7 mit seinem Teamkollegen den 6. Platz. 1984 bestritt er eine halbe Saison in der Deutschen Formel-3-Meisterschaft und wurde Gesamtdreizehnter. In den Jahren 1986 und 1987 trat er im Porsche 944 Turbo Cup an und erzielte dort in der zweiten Saison einen Sieg auf der AVUS sowie eine Pole-Position am Hockenheimring.

### DTM
Im Jahr 1988 stieg er mit einem BMW M3 in die DTM ein und wechselte 1989 auf einen Mercedes 190E 2.3-16. Nach einem Jahr Pause wechselte er 1991 zurück in einen BMW M3 (Sport Evolution) und erreichte einige Platzierungen in den Punkten. Ende 1994, nach einem Jahr im BMW E36, verließ er nach insgesamt 97 Rennen und einem 6. Platz (Nürburgring 1993) als bestes Einzelresultat die DTM, nachdem die Chancen für Privatfahrer stark gesunken waren.

### Markenpokal-, Silhouetten- und GT-Sport
1994 und 1995 nahm er am Porsche Carrera Cup teil und beendete in jeder Saison jeweils einem Meisterschaftslauf auf dem dritten Rang. 1997 stieg er mit einem Marcos LM600 in die FIA GT2-Meisterschaft ein, wo er bis Saisonende 1998 einen zweiten und vier dritte Plätze feiern konnte. Außerdem trat er 1997 bei den 24 Stunden von Le Mans in der GT2-Klasse an, schied aber mit seinem Marcos defektbedingt bereits früh aus. Schließlich wechselte er im Jahr 2001 in die nationale V8-Star-Serie. Seine beste Gesamtplatzierung war dabei der 6. Rang im Jahr 2003. In den Jahren 2004 und 2005 bestritt er mit einem Saleen S7R wieder einige Rennen in der FIA-GT-Meisterschaft. 2007 startete er in der deutschen ADAC GT Masters mit einer Dodge Viper Compétition Coupé und 2008 im selben Championat mit einem Lamborghini Gallardo GT3. Zusammen mit Frank Kechele wurde er am Ende Gesamtdritter, wobei ein zweiter und ein dritter Platz zu Buche standen. Im Jahr 2009 bestritt er das ADAC-GT-Masters-Rennwochenende auf seiner Heimstrecke, dem Hockenheimring, ausgewählte Rennen der FIA GT3-Europameisterschaft sowie die 24 Stunden auf dem Nürburgring.

## Privates
Harald Becker ist verheiratet und hat 2 Kinder.

## Statistik

### Platzierungen (Auswahl)
Becker gewann mehrere Meisterschaften und platzierte sich vielfach erfolgreich unter den ersten Zehn:
- 1979–1982 Kartsport; Gewinn der Süddeutschen, Südbadischen und ADAC-Goldpokal Meisterschaft
- 1983 Deutsche Formel Ford / Lola T 642 E Ford (Meister);
- 1983 1000-km-Rennen auf dem Nürburgring / Mazda RX-7 (Platz 6)
- 1984 Deutsche Formel 3 / Martini MK42 Volkswagen (Platz 13)
- 1985 FIA World Endurance Championship / Ford-Zakspeed C1/8
- 1986 Porsche 944 Turbo Cup (Platz 7)
- 1987 Porsche 944 Turbo Cup (Platz 6)
- 1988 DTM / BMW M3 (Platz 34; Zweitbester Privatfahrer und bester BMW-Fahrer)
- 1993 DTM / BMW M3 (Platz 14; Zweitbester Privatfahrer)
- 1994 DTM / BMW E 36; Porsche Carrera Cup (Platz 4)
- 1995 Porsche Carrera Cup (Platz 6)
- 1997 FIA GT 2 / Marcos Racing International Marcos LM600 (Platz 10)
- 2001 V8STAR / Grohs Motorsport (Platz 12)
- 2003 V8STAR / GAG Racing Team Opel Omega Silhouette (Platz 6)
- 2007 ADAC GT Masters / GS Motorsport Dodge Viper GT3 + Phoenix Racing Aston Martin DBRS9 (Platz 10)
- 2008 ADAC GT Masters / Argo Racing Lamborghini Gallardo GT3 (Platz 3)
- 2009 ADAC GT Masters / Fischer Racing Ford GT (Amateurwertung: Platz 11); FIA GT3-Europameisterschaft / Fischer Racing Ford GT (Ford-Hersteller-Wertung: 6.); 24-Stunden-Rennen auf dem Nürburgring / AC Bergisch-Land e. V. im AvD BMW 335d GTR (Klasse D3T: Ausfall)
- 2012 Offroad-Meisterschaft / 3. Platz / Dimo-Racing Nissan Navara Copilot Carlos Gonçalves
- 2014 / 2015 Mille Miglia / Fiat 508 C 1100 Sport Baujahr 1937[2]
- 2018 Historic Grand Prix of Monaco / Arrows A3/5[3]
- 2018 FIA Masters Historic Formula One Post-1978 Championship / Arrows A3/5[4][5]
- 2019 FIA Masters Historic Formula One Post-1978 Championship / Arrows A3/5[6][7]
- 2020 Oldtimer-Grand-Prix Nürburgring / Arrows A3/5[2], March 701/1[8]
- 2021 Belgian Grand Prix Historic F1 / Mythos Sportwagen[2]
- 2021 Historisches Flugplatzrennen Zweibrücken / March 701/1[2]
- 2022 Historic Grand Prix of Monaco / Arrows A3/5 (Platz 9)[9][10], March 701/1[11][10]

### Le-Mans-Ergebnisse
| Jahr | Team                        | Fahrzeug             | Teamkollege | Teamkollege    | Platzierung | Ausfallgrund |
| ---- | --------------------------- | -------------------- | ----------- | -------------- | ----------- | ------------ |
| 1997 | Marcos Racing International | Marcos Mantara LM600 | Cor Euser   | Takashi Suzuki | Ausfall     | Ölleck/Motor |

### Einzelergebnisse in der Sportwagen-Weltmeisterschaft
| Saison | Team              | Rennwagen     | 1   | 2   | 3   | 4   | 5   | 6   | 7   | 8   | 9   | 10  |
| ------ | ----------------- | ------------- | --- | --- | --- | --- | --- | --- | --- | --- | --- | --- |
| 1985   | Kumsan Team       | Zakspeed C1/8 | MUG | MON | SIL | LEM | HOK | MOS | SPA | BRH | FUJ | SEL |
| 1985   | Kumsan Team       | Zakspeed C1/8 |     | DNF |     |     |     |     |     |     |     |     |
| 1986   | MK Motorsport     | BMW M1        | MON | SIL | LEM | NÜN | BRH | JER | NÜR | SPA | FUJ |     |
| 1986   | MK Motorsport     | BMW M1        |     |     |     | DNF |     |     |     |     |     |     |
| 1991   | Konrad Motorsport | Porsche 962   | SUZ | MON | SIL | LEM | NÜR | MAG | MEX | AUT |     |     |
| 1991   | Konrad Motorsport | Porsche 962   |     | 9   |     |     |     |     |     |     |     |     |